# Coronigoniella formosula
Coronigoniella formosula är en insektsart som beskrevs av Young 1977. Coronigoniella formosula ingår i släktet Coronigoniella och familjen dvärgstritar. Inga underarter finns listade i Catalogue of Life.